# 索克巴羅山
9°19′41″N 1°24′56″E / 9.32806°N 1.41556°E
索克巴羅山（英語：Mont Sokbaro）是西非的山峰，位於貝寧和多哥接壤的邊境，由峽谷省和卡拉區負責管轄，屬於多哥山脈的一部分，海拔高度658米。